# ギリシャ語原語による新約聖書
ギリシャ語原語による新約聖書（ギリシャごげんごによるしんやくせいしょ、英: The New Testament in the Original Greek）は、1881年に出版された新約聖書のギリシャ語版の名前である。これは、編纂者のケンブリッジ大学の学者ブルーク・フォス・ウェストコット (Brooke Foss Westcott; 1825–1901)とフェントン・ジョン・アンソニー・ホート (Fenton John Anthony Hort; 1828–1892)にちなみウェストコット・ホート（Westcott and Hort）と略称されている。19世紀の新約聖書の本文批判（本文批評）の集大成といえるものとして、極めて重要な成果である。

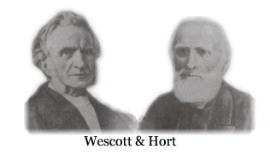
Brooke Foss Westcott と Fenton John Anthony Hort

## 概要
ウェストコットとホートは極めて多数存在する新約聖書のギリシア語写本を4つの型に分類した。最新のもの、すなわち本文批判上最も価値がないのはシリア型ないしはビザンティン写本型で、それらから構成されたのが従来広く使用されてきたテクストゥス・レセプトゥスである。西方写本型はそれより古いが、意訳の傾向があり、そのため信頼性も欠けるのである。エフライム写本などのアレクサンドリア写本型は、洗練されたギリシャ語体である。
ウェストコットとホートは「中立型写本」という写本型が原文に最も近いものとした。そのうち新約聖書のほぼ全文を伝えるのがいずれも4世紀の成立と推定されるバチカン写本（15世紀以降、その存在は広く知られていたが）とシナイ写本（1859年に発見された）である。彼らはその双方を極めて重視した。ウェストコットとホートは1853年からの研究成果を1881年発行の本書で示したが、そこではこうした基本姿勢は述べられていない。そこで、1882年に第二巻としてホートによる「前書きと付録」を刊行して、詳しい解説を行っている。ブルース・メツガーは、「彼らの批評方針および手順の総括的正当性は今日の学者たちに広く認められている」と述べている。
1892年にはF.C.バーキットによる改訂版が刊行された。